# Macroporus repetitus
Macroporus repetitus är en insektsart som beskrevs av Philip Reese Uhler 1876. Macroporus repetitus ingår i släktet Macroporus och familjen taggbeningar. Inga underarter finns listade i Catalogue of Life.